# Sippin' on Some Syrup
Sippin on Some Syrup è il primo singolo del gruppo Southern rap statunitense Three 6 Mafia estratto dall'album "When the Smoke Clears: Sixty 6, Sixty 1". È stato prodotto dagli stessi Three 6 Mafia e vi hanno partecipato il duo UGK e Project Pat.

## Informazioni
La canzone non ha debuttato nella chart Billboard Hot 100, ma ha avuto un discreto successo all'interno della Hot R&B/Hip-Hop Songs, raggiungendo la posizione n.30.
Partecipando al brano, il gruppo UGK si è fatto particolarmente conoscere, sebbene avesse già fatto un'apparizione di alto rilievo nel singolo "Big Pimpin'" di Jay-Z.

## Testo
Il termine "Syrup" (pronunciato da alcuni "Syzup" e significante in italiano "Scriroppo") allude a un tipo di bevanda alcolica che si ottiene miscelando vari medicinali liquidi (ad esempio sciroppo per la tosse o contro il mal di stomaco) a liquori come vodka e rum, e che assume così una colorazione violacea. Tale sostanza è piuttosto nota nella cultura hip hop come "Purple Drank" (letteralmente "Bevanda Viola"). Fu proprio la canzone a trasmettere il messaggio del "Purple Drank" su scala internazionale, attraverso il suo celebre ritornello: 
Ulteriori riferimenti al Purple Drank sono presenti nella versione remix del singolo, che appare a volte sotto il titolo di "Purple", con riferimento appunto al colore della sostanza.

## Remix
Sul Web è disponibile un remix del singolo dal titolo "Purple", in collaborazione con Cam'ron, Juelz Santana, Bun B e Jim Jones. Ne è stato tratto anche un videoclip, nel quale però non è presente la strofa 
di Cam'ron.

## Videoclip
La versione originale del videoclip non è stata assai trasmessa da emittenti come MTV o BET; quella remix è disponibile invece solo su Internet, su ad esempio siti come YouTube.
- Il videoclip originale è ambientato per la maggior parte in un costoso night club, dove tutti gli artisti sorseggiano drinks, mangiano e ballano in compagnia di moltissime ragazze. Alcune scene sono girate anche all'esterno. La prima strofa è rappata da Pimp C e DJ Paul, la seconda da Juicy J e Bun B. Project Pat canta invece il ritornello. Da notare che Juicy J indossa un cappello con su stamapata la copertina dell'album degli Insane Clown Posse "The Amazing Jeckel Brothers"; questo perché, all'interno di "When the Smoke Clears: Sixty 6, Sixty 1", figura una collaborazione col gruppo rapcore, in "Just Another Crazy Click".
- Il videoclip del remix del singolo, intitolato "Purple", rispecchia lo stesso titolo: si svolge in quello che sembra il piano terra di un hotel di lusso, dove è presente una piscina dall'acqua completamente viola; in più, gli stessi Juelz Santana e Jim Jones indossano indumenti dello stesso colore. La prima strofa è rappata dai membri dei Three 6 mafia, la seconda da Juelz Santana e la terza da Bun B e Jim Jones. Il ritornello è sempre cantato da Project Pat, sebbene questi non appaia nel videoclip, così come pure Cam'ron, che è presente invece nella versione audio del remix. Anche qua sono presenti molte ragazze, che circondano gli artisti mentre rappano.

## Posizioni in classifica
| Chart (2000)                    | Posizione massima |
| ------------------------------- | ----------------- |
| Billboard Hot R&B/Hip-Hop Songs | 30                |